# 남자가 사랑할 때 (1994년 영화)
《남자가 사랑할 때》(영어: When a Man Loves a Woman) 또는 《남자가 여자를 사랑할 때》는 1994년 개봉한 미국의 로맨틱 드라마 영화이다.

## 출연진
- 메그 라이언
- 앤디 가르시아
- 로런 톰
- 필립 시모어 호프먼
- 티나 메이저리노
- 메이 휘트먼
- 엘런 버스틴

## 기타 제작진
- 공동 제작: C. 태드 데블린, 수전 머츠바크
- 배역: 어맨다 매키 존슨, 캐시 샌드리치
- 미술: 스튜어트 워츨
- 의상: 린다 배스